# Inhonesta victoria est suos vincere
 Inhonesta victoria est suos vincere лат. (изговор:инхонеста викторија ест суос винцере). Непоштена је побједа своје побједити. (Сенека)

## Поријекло изреке
Изрекао у смјени старе у нову еру Римски књижевник, главни представник модерног, „новог стила“ у вријеме Неронове владавине.

## Значење
Побиједити своје значи изгубити ма ко побиједио. Рат српских партизана и четника само је донио губитке Српству. Нема ту поштене побједе.  Таква је увјек  непоштена.